# Benjamin Thorne
Benjamin Thorne (Kitimat, Canadá, 19 de marzo de 1993) es un atleta canadiense, especialista en la prueba de 20 km marcha, con la que ha logrado ser medallista de bronce mundial en 2015.

## Carrera deportiva
En el Mundial de Pekín 2015 gana la medalla de bronce en los 20 km marcha, quedando tras el español Miguel Ángel López (oro) y el chino Wang Zhen (plata), con un tiempo de 1:19:57 que supuso en récord nacional de Canadá.